# 7人制ラグビー男子ウルグアイ代表
7人制ラグビー男子ウルグアイ代表（英語: Uruguay national rugby sevens team）は、国際大会に派遣される7人制ラグビーの男子ウルグアイ代表チームである。愛称は国鳥のナンベイタゲリを意味するテロス（Teros）。
ワールドラグビーセブンズシリーズなどに出場している。

## 歴史
1999-2000年シーズン、ワールドラグビーセブンズシリーズに初出場。
2022年、ジョージアを下してワールドラグビーセブンズシリーズコアチーム初昇格を決めた。
その後2024年、パリ五輪で五輪初出場。

## 成績

### 夏季オリンピック
| 年   | ラウンド         | 順位     | 試       | 勝       | 負       | 分       |
| ---- | ---------------- | -------- | -------- | -------- | -------- | -------- |
| 2016 | 出場なし         | 出場なし | 出場なし | 出場なし | 出場なし | 出場なし |
| 2021 | 出場なし         | 出場なし | 出場なし | 出場なし | 出場なし | 出場なし |
| 2024 | 予選ラウンド敗退 | 11位     | 5        | 1        | 4        | 0        |
| 計   | 優勝 0 回        | 1/3      | 5        | 1        | 4        | 0        |

### ワールドカップ
| 年   | ラウンド                     | 順位     | 試       | 勝       | 負       | 分       |
| ---- | ---------------------------- | -------- | -------- | -------- | -------- | -------- |
| 1993 | 不参加                       | 不参加   | 不参加   | 不参加   | 不参加   | 不参加   |
| 1997 | 出場なし                     | 出場なし | 出場なし | 出場なし | 出場なし | 出場なし |
| 2001 | 出場なし                     | 出場なし | 出場なし | 出場なし | 出場なし | 出場なし |
| 2005 | ボウル準々決勝敗退           | 21       | 6        | 0        | 6        | 0        |
| 2009 | ボウル準決勝敗退             | 19       | 5        | 1        | 4        | 0        |
| 2013 | ボウル準決勝敗退             | 19       | 5        | 1        | 4        | 0        |
| 2018 | 19位決定戦プレーオフ敗北     | 20       | 4        | 1        | 3        | 0        |
| 2022 | チャレンジトロフィー決勝敗退 | 10       | 4        | 2        | 2        | 0        |
| 計   | 優勝 0回                     | 5/8      | 24       | 5        | 19       | 0        |

### ワールドセブンズシリーズ
- ※コアチームとして在籍したシーズンのみ
- 2022-23シーズン - 13位
- 2024-25シーズン - 昇格決定

## 直近大会の代表スコッド
パリ2024五輪スコッド。
1. バルタサル・アマヤ
2. フェリペ・アルコスペレス
3. ディエゴ・アルダオ (C)
4. バウティスタ・バッソ
5. トマス・エチェベリー
6. イグナシオ・ファッチョロ
7. コバ・ブラツィオーニス
8. ギレルモ・レイテンスタイン
9. ハメス・マックビン
10. ダンテ・ソト
11. フアンマヌエル・タフェルナベリー
12. マテオ・ビナルス

(C)はキャプテン